# Тэзе (община)

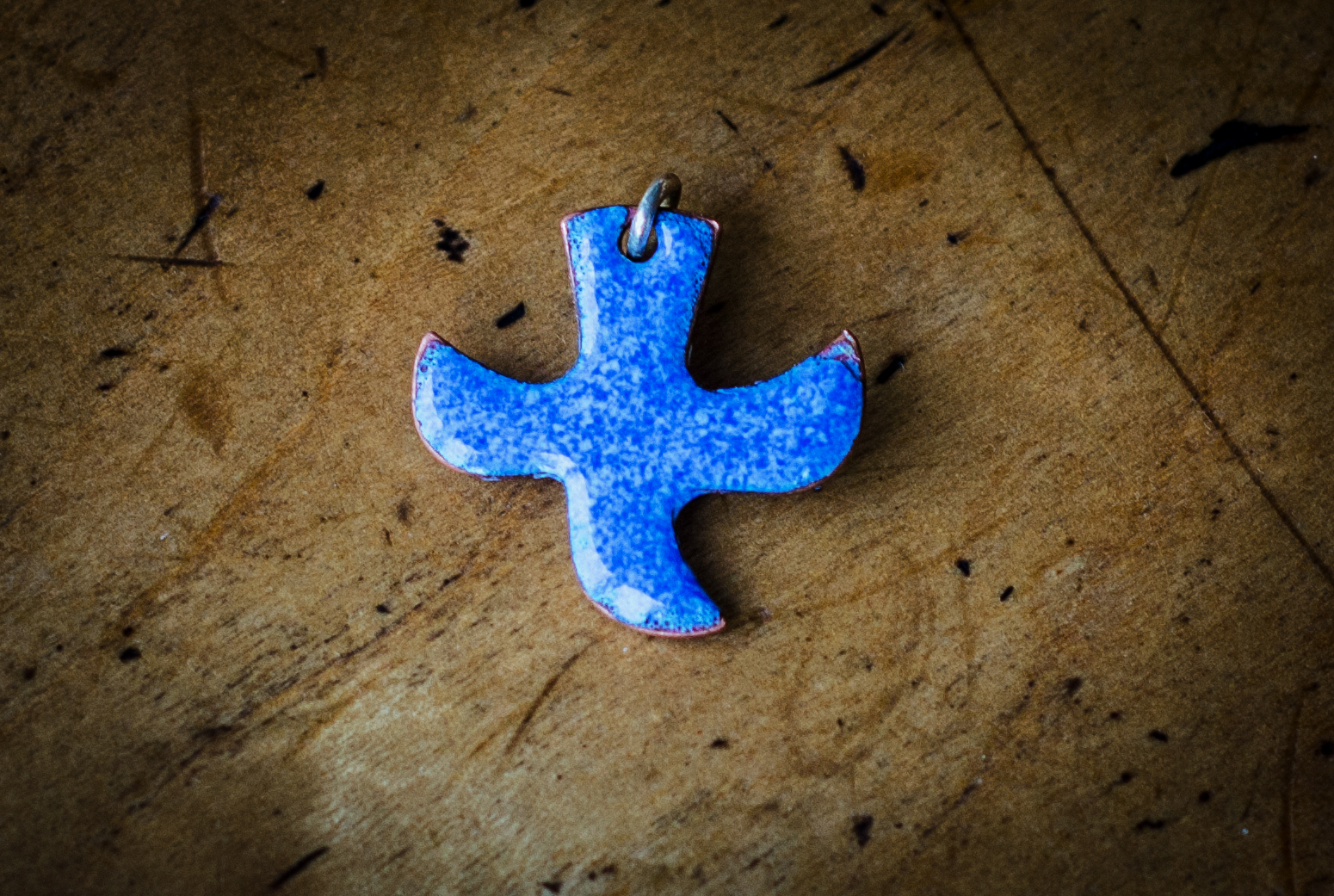
Крест Тэзе.

Тэзе́ (фр. Taizé) — христианская экуменическая община в деревне Тэзе, находящейся во французском департаменте Сона и Луара, в Бургундии.

## Община

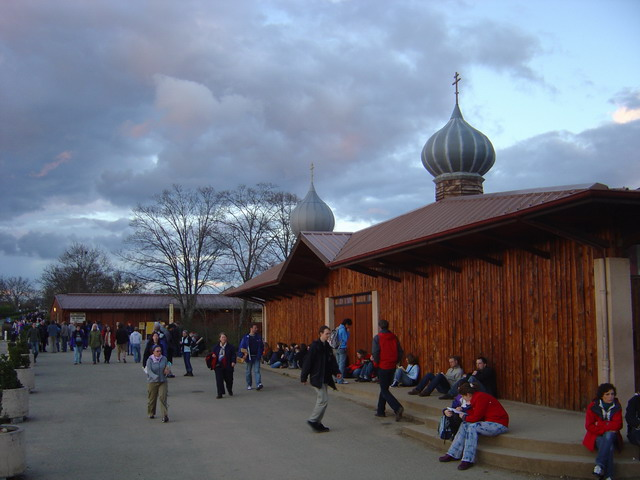
Церковь Согласия в Тэзе.

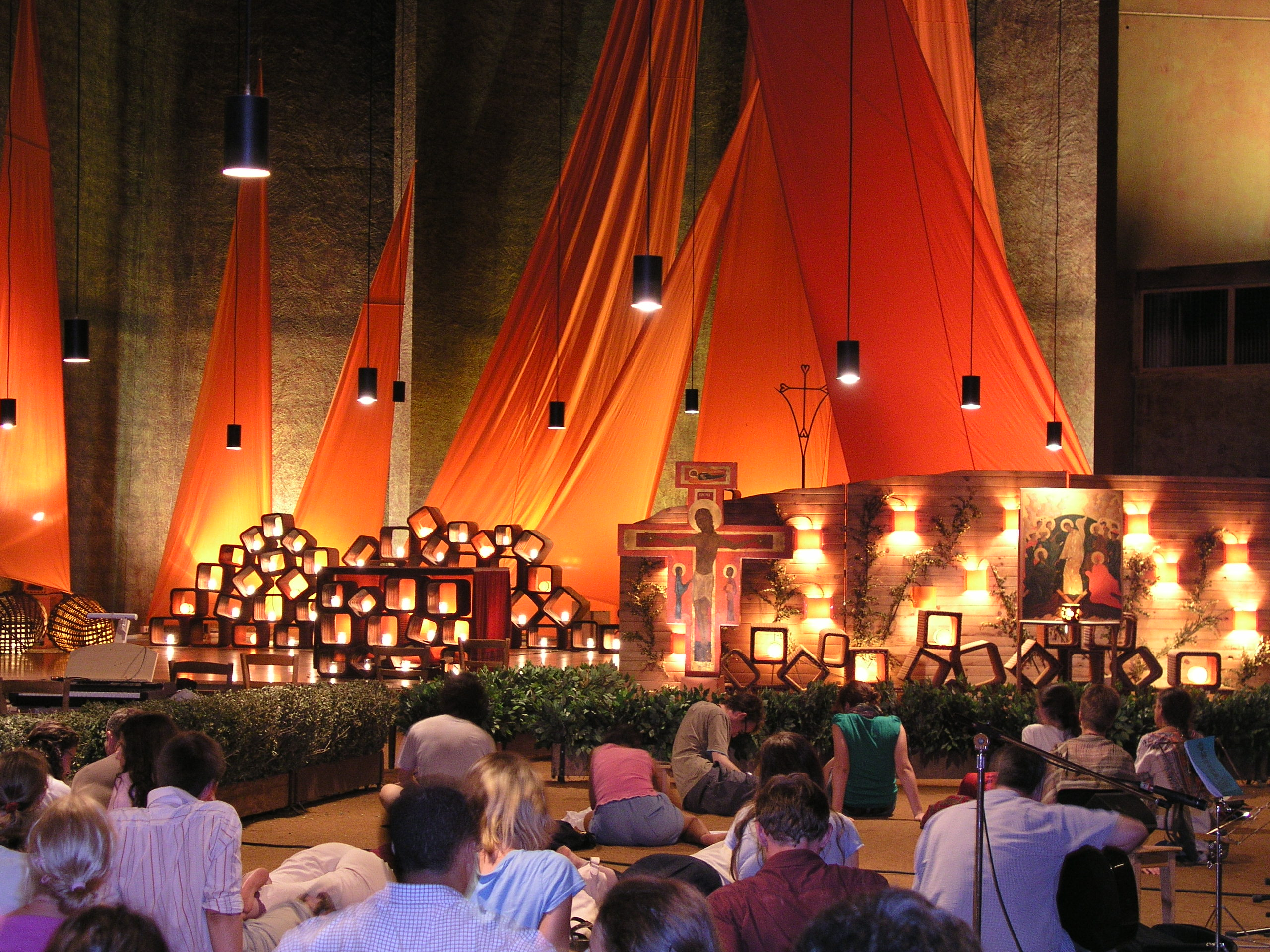
Молитва Тэзе.

Община была основана в 1940 Братом Роже (Роже Шютц, сын кальвинистского пастора), который переехал во Францию из Швейцарии, и оставался её главой до своей смерти 16 августа 2005. Страдая тяжёлой формой туберкулёза, Роже после продолжительных раздумий принял решение создать общину, которая могла бы жить «основными реальностями Евангелия — простотой и добротой сердца».
В годы Второй мировой войны в результате покупки заброшенного дома с пристройками был организован «перевалочный пункт» для помощи беженцам и евреям, скрывавшимся от фашистов. Однако осенью 1942 года этот центр был раскрыт, и брат Роже был вынужден бежать. В 1944 г. он вернулся, и к нему присоединилось несколько других братьев. Так была продолжена жизнь общины.. На Пасху 1949 года первые братья Тэзе принесли обеты безбрачия, общности материальных и духовных благ и максимальной простоты жизни. Особенностью общины Тэзе является то, что её члены не отказываются от своих конфессий.
В настоящее время община состоит из более чем ста монахов различных национальностей, представляющих протестантские и католические ветви Христианства. Жизнь в общине сосредотачивается на молитве и христианском размышлении. Молодые люди со всех континентов посещают Тэзе каждую неделю, чтобы участвовать в его жизни. Молитва в Церкви Согласия в Тэзе породила особый стиль богослужебной музыки, которая отражает духовную природу общины.
Песнопения Тэзе построены на простых фразах, обычно взятых из псалмов или других частей Священного Писания, повторенных и спетых в обычном для европейской церковности каноне. Повторение предназначено для того, чтобы помочь размышлению и молитве. Этот интернационализм воплощается в музыке и молитвах, где песни исполняются на многих языках. Большую известность получил особый стиль песнопений общины, выработанный Жаком Бертье. Это краткие музыкальные фразы, ритмически повторяющиеся до 15 раз и перемежающиеся короткими периодами молчания. Затем следует кульминация — 10-минутное молчание.
Община Тэзе является важным экуменическим центром для христианского паломничества, привлекая многие тысячи людей, посещающих каждый год самостоятельно и группами до шести тысяч человек за неделю, особенно летом. Недельные международные встречи молодёжи (для людей 17-35 лет) — приоритет общины. Они включают общение в малых группах на евангельские темы и всеобщие молитвы.
16 августа 2005 года 90-летний лидер общины Брат Роже был зарезан 36-летней душевнобольной румынкой Люминитой  Руксандрой Солкан. Ему наследовал Брат Алоис (Алоис Лосер).
В течение тридцати последних лет в конце года проводятся массовые встречи для молодёжи в одном из крупных европейских городов. В 2007 г. такая встреча прошла в Женеве — колыбели общины Тэзе, а в 2008 году в Брюсселе. Местом встреч в 2009 году выбран польский город Познань. В 2010 году встреча Тэзе прошла в голландском городе Роттердаме. В 2022 году - в Турине.

## Типичный распорядок дня во время молодёжной встречи
- Утренняя молитва, завтрак.
- Библейское введение, размышление в тишине или обсуждение по группам.
- Дневная молитва, обед.
- Общение в малых группах или работа, полдник.
- Тематические семинары, ужин.
- Вечерняя молитва, вечернее бдение с песнями Тэзе в храме до наступления ночной тишины.

В пятницу после вечерней молитвы молитва у Креста, в субботу вечерняя молитва со свечами, в воскресенье утром Евхаристия.
По желанию можно провести время в тишине.

## Цели движения Тэзе
В основе Тэзе есть стремление к Церкви. Именно поэтому община никогда не хотела создать организацию, сосредоточенную на своё пополнение, а скорее посылать молодых людей назад от встреч молодёжи к своим местным Церквам, к их приходу, общине, друзьям и знакомым, чтобы предпринять «паломничество доверия на Земле.» Во многих уголках мира звучат экуменические молитвы, организованные людьми, молодыми и в возрасте, кто был в контакте с общиной, используя музыку Тэзе.

## Настоятели
- Брат Роже (1940—2005)
- Алоиз из Тэзе (с 2005)

## Рождественские встречи
Община уже более 30 лет организовывает Рождественские Встречи, которые обычно проводятся в одном из крупных европейских городов с 28 декабря по 1 января, в промежутке между западным и восточнохристианским Рождеством. Каждый год десятки тысяч молодых людей принимают участие в этих встречах, которые готовятся усилиями церковных приходов и семьями прихожан города-организатора. Рождественское служение предназначено тем, кто глубоко любит молитву и духовное размышление.

### Места проведения рождественских встреч
| Встреча | Год проведения | Город     | Страна         | Участников |
| ------- | -------------- | --------- | -------------- | ---------- |
| I       | 1978           | Париж     | Франция        | 15 000     |
| II      | 1979           | Барселона | Испания        | 15 000     |
| III     | 1980           | Рим       | Италия         | 30 000     |
| IV      | 1981           | Лондон    | Великобритания | 20 000     |
| V       | 1982           | Рим       | Италия         |            |
| VI      | 1983           | Париж     | Франция        |            |
| VII     | 1984           | Кёльн     | Германия       |            |
| VIII    | 1985           | Барселона | Испания        |            |
| IX      | 1986           | Лондон    | Великобритания | 19 000     |
| X       | 1987           | Рим       | Италия         | 24 000     |
| XI      | 1988           | Париж     | Франция        | 33 000     |
| XII     | 1989           | Вроцлав   | Польша         | 50 000     |
| XIII    | 1990           | Прага     | Чехия          | 80 000     |
| XIV     | 1991           | Будапешт  | Венгрия        | 75 000     |
| XV      | 1992           | Вена      | Австрия        | 105 000    |
| XVI     | 1993           | Мюнхен    | Германия       | 80 000     |
| XVII    | 1994           | Париж     | Франция        | 105 000    |
| XVIII   | 1995           | Вроцлав   | Польша         | 70 000     |
| XIX     | 1996           | Штутгарт  | Германия       | 70 000     |
| XX      | 1997           | Вена      | Австрия        | 80 000     |
| XXI     | 1998           | Милан     | Италия         | 100 000    |
| XXII    | 1999           | Варшава   | Польша         | 70 000     |
| XXIII   | 2000           | Барселона | Испания        | 80 000     |
| XXIV    | 2001           | Будапешт  | Венгрия        | 70 000     |
| XXV     | 2002           | Париж     | Франция        | 80 000     |
| XXVI    | 2003           | Гамбург   | Германия       | 70 000     |
| XXVII   | 2004           | Лиссабон  | Португалия     | 40 000     |
| XXVIII  | 2005           | Милан     | Италия         | 50 000     |
| XXIX    | 2006           | Загреб    | Хорватия       | 40 000     |
| XXX     | 2007           | Женева    | Швейцария      | 40 000     |
| XXXI    | 2008           | Брюссель  | Бельгия        | 40 000     |
| XXXII   | 2009           | Познань   | Польша         | 30 000     |
| XXXIII  | 2010           | Роттердам | Нидерланды     | 30 000     |
| XXXIV   | 2011           | Берлин    | Германия       | 30 000     |
| XXXV    | 2012           | Рим       | Италия         | 40 000     |
| XXXVI   | 2013           | Страсбург | Франция        | 30 000     |
| XXXVII  | 2014           | Прага     | Чехия          | 30 000     |
| XXXVIII | 2015           | Валенсия  | Испания        | 20 000     |
| XXXIX   | 2016           | Рига      | Латвия         | 15 000     |
| XL      | 2017           | Базель    | Швейцария      | 20 000     |
| XLI     | 2018           | Мадрид    | Испания        | 15 000     |
| XLII    | 2019           | Вроцлав   | Польша         | 15 000     |
| XLIII   | 2020           | Турин     | Италия         |            |

### Места проведения майских встреч
| Встреча | Год проведения | Город   | Страна | Участников |
| ------- | -------------- | ------- | ------ | ---------- |
| I       | 2009           | Вильнюс | Литва  |            |

### Места проведения мировых встреч
| Встреча | Год проведения | Город       | Страна    | Участников |
| ------- | -------------- | ----------- | --------- | ---------- |
| I       | 2005           | Джокьякарта | Индонезия |            |
| II      | 2006           | Каликут     | Индия     |            |
| III     | 2007           | Кочабамба   | Боливия   |            |
| IV      | 2008           | Найроби     | Кения     |            |
| V       | 2009           | Манила      | Филиппины |            |

### Интересные факты
- Лена Майер-Ландрут, победитель конкурса «Евровидение-2010» в Осло, признаёт себя последовательницей Тэзе [6]. На конкурсе выступала с крестиком Тэзе [7].
- Принимая в феврале 2009 году делегацию Тэзе во главе с братом Алоизом, патриарх Кирилл отмечал значение накопленного общиной опыта миссионерской работы с молодежью.[8]

## Критика
С точки зрения православных фундаменталистов, в частности, неканонических юрисдикций, община Тэзе ― это «центр духовного развращения молодёжи», идеологией которой являются глобалистская «евродуховность» и профанация христианства. Аналогичного мнения придерживаются католики-традиционалисты и лефевристы.